# Peyregoux
Peyregoux település Franciaországban, Tarn megyében. Lakosainak száma 84 fő (2022. január 1.). Peyregoux Lautrec, Montfa, Montpinier és Vénès községekkel határos.

## Népesség
A település népességének változása:
| Lakosok száma | 88   | 87   | 122  | 80   | 79   | 78   | 79   | 77   | 84   |
|               | 2013 | 2015 | 2016 | 2017 | 2018 | 2019 | 2020 | 2021 | 2022 |